# Échelle de dépression de Hamilton
Pour les articles homonymes, voir Hamilton.
L’échelle de dépression de Hamilton (en anglais, Hamilton Rating Scale for Depression : HRSD, aussi appelée Hamilton Depression Rating Scale : HDRS et abrégé par HAM-D) est un questionnaire à choix multiples que les cliniciens américains peuvent utiliser pour mesurer la sévérité de la dépression majeure d'un patient. Max Hamilton (es) a le premier publié en 1960 l'échelle que tente de mesurer ce questionnaire, l'a révisé et évalué en 1966, en 1967, en 1969 et en 1980. Lors de sa publication, il était qualifié de gold standard, mais depuis le test et les bases conceptuelles ont été remis en question. Hamilton a également indiqué que son test ne pouvait servir d'instrument de diagnostic.
Le questionnaire mesure la sévérité des symptômes observés lors d'une dépression (par exemple, troubles de l'humeur, insomnie, anxiété et amaigrissement). En 2011, c'est l'un des plus utilisés dans le milieu médical américain pour évaluer la dépression.
Le clinicien choisit l'une des réponses proposées en interrogeant le patient et en observant ses symptômes. Chaque question a de 3 à 5 choix de réponses en ordre croissant de sévérité. Dans le premier questionnaire publié en 1960, les 17 questions servaient à établir le score final (HRSD-17). Les questions 18 à 21 permettent de mieux juger de la dépression, en contrôlant la variation diurne des symptômes, la présence de symptômes psychotiques ou paranoïaques, etc. Un guide d'entrevue structuré est aussi disponible.
Le premier questionnaire d'Hamilton était composé de 17 questions ; d'autres questionnaires ont été proposés, un comportant jusqu'à 29 questions (HRSD-29),,,. Les cliniciens peuvent utiliser le HRSD au lieu ou en concomitance avec l'échelle de dépression de Montgomery et Åsberg (MADRS), le Beck Depression Inventory (BDI), le Zung Self-Rating Depression Scale, le Wechsler Depression Rating Scale, le Raskin Depression Rating Scale, l’Inventory of Depressive Symptomatology (IDS), le Quick Inventory of Depressive Symptomatology (QIDS) ou d'autres questionnaires.